# Vampires of Black Imperial Blood
Vampires of Black Imperial Blood è il primo album in studio del gruppo musicale francese Mütiilation, pubblicato nel 1995 dalla Drakkar Productions.

## Tracce
1. Magical Shadows of a Tragic Past – 10:02
2. Born Under the Master's Spell – 5:30
3. Ravens of My Funeral – 7:41
4. Black Imperial Blood – 5:36
5. Eternal Empire of Majesty Death – 7:08
6. Transylvania – 5:53
7. Under Ardailles Night – 4:22
8. Tears of a Melancholic Vampire – 8:00

## Formazione

### Gruppo
- Meyhna'ch – voce, basso, chitarra
- Mordred – basso